# Cecylia Roszak

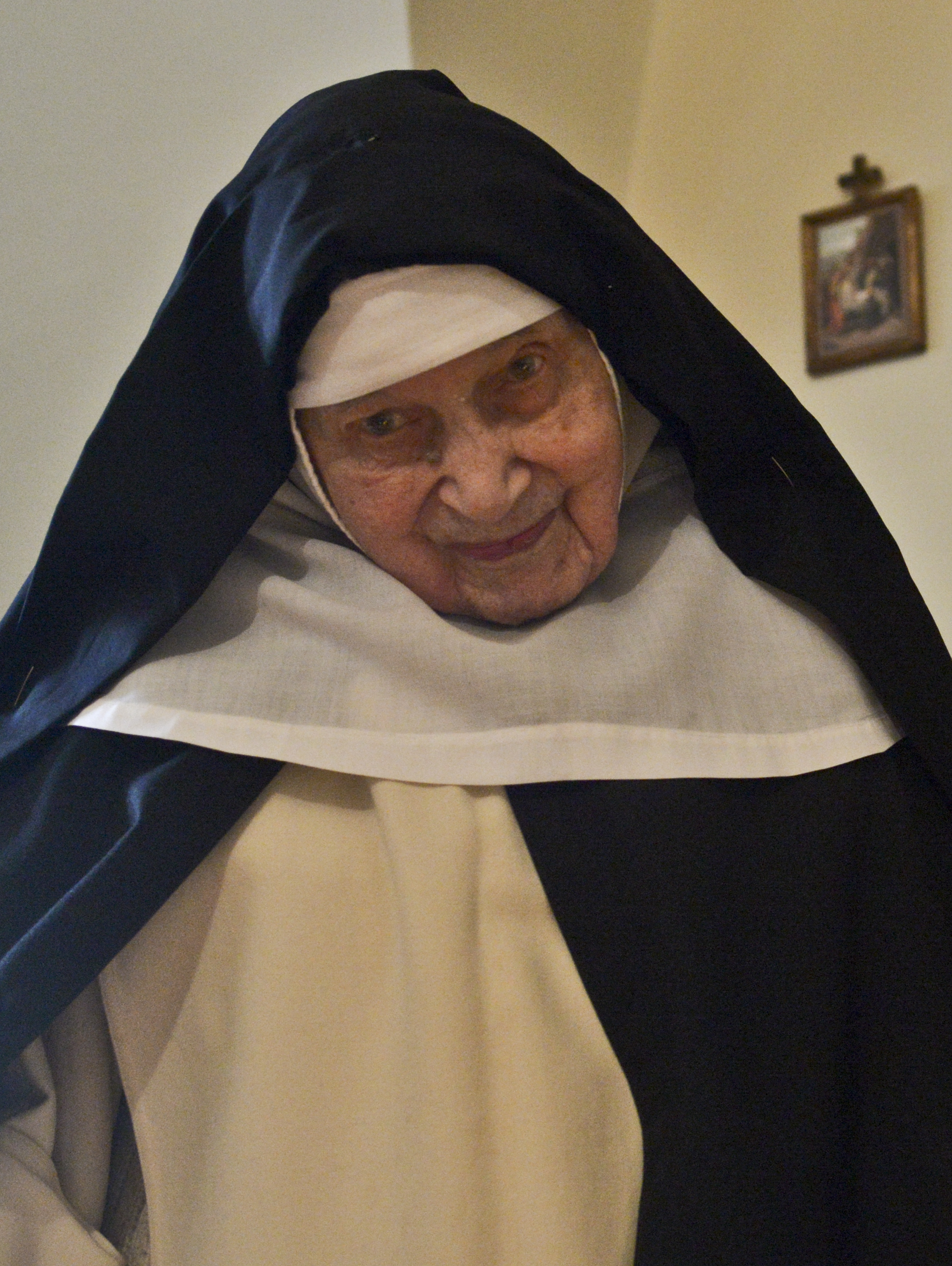
Cecylia Roszak, 2015

Cecylia Maria Roszak OP (* 25. März 1908 in Kielczewo, Provinz Posen, Deutsches Reich; † 16. November 2018 in Krakau, Polen) war eine polnische Widerstandskämpferin und Supercentenarian, die zum Ende ihres Lebens als eine der ältesten Nonnen galt. Schwester Cecylia zählt zu den Gerechten unter den Völkern in Yad Vashem.

## Leben
Cecylia Roszak trat 1929 im Alter von 21 Jahren dem Krakauer Kloster na Gródku des Dominikanerinnenordens bei. Fünf Jahre später legte sie ihr Gelübde ab. 1938 gründete sie mit 17 weiteren dominikanischen Schwestern im damals polnischen Wilno (heute Vilnius, Litauen) ein Kloster, in dem sie mehr als zehn Juden aus dem lokalen Ghetto Unterschlupf vor Judenverfolgung und dem Holocaust gewährte. Unter den von ihr und anderen Nonnen ihres Klosters geretteten Personen waren auch die Widerstandskämpfer Abba Kovner, Izrael Chaim Wilner (Arie Wilner), Chajka Grosman, Edek Boraks, Chum Godot und Israel Nagel. 1943 wurde das Kloster allerdings wieder geschlossen. In ihrem Kloster in Krakau wurde sie wiederholt zur Oberin gewählt. Sie beherrschte neben Polnisch auch Englisch, Deutsch, Französisch und Latein.
Sr. Cecylia verstarb im Krakauer Dominikanerinnenkloster.

## Ehrungen
- Gerechte unter den Völkern der Jerusalemer Holocaust-Gedenkstätte Yad Vashem (1984)